# Popolari per Prodi
Popolari per Prodi è stato il nome di una lista elettorale italiana di centro-sinistra, presentata alle elezioni politiche del 1996, nella parte proporzionale della Camera, da alcuni partiti all'interno della coalizione dell'Ulivo a sostegno di Romano Prodi.
La lista ottenne il 6,8% dei voti ed elesse in tutto 69 deputati, di cui 4 nel proporzionale e 66 nel maggioritario, nell'ambito della coalizione de L'Ulivo. Tra gli eletti nel maggioritario, 52 erano riconducibili al PPI, 8 ai Comitati Prodi e 6 a Unione Democratica. In Parlamento, nonostante la defezione dei due parlamentari del PRI (Giorgio La Malfa e Luciana Sbarbati) e la posizione autonoma della SVP, ha formato il gruppo unico Popolari e Democratici per l'Ulivo (di cui 62 del PPI e 5 di UD).

## Composizione
L'alleanza comprendeva i seguenti quattro partiti:
| Partito | Partito                             | Ideologia principale      | Leader            |
| ------- | ----------------------------------- | ------------------------- | ----------------- |
|         | Partito Popolare Italiano (PPI)     | Cristianesimo democratico | Franco Marini     |
|         | Südtiroler Volkspartei (SVP)        | Autonomismo               | Siegfried Brugger |
|         | Partito Repubblicano Italiano (PRI) | Liberalismo               | Giorgio La Malfa  |
|         | Unione Democratica (UD)             | Liberalismo sociale       | Antonio Maccanico |
|         | Movimento per l'Ulivo (MpU)         |                           | Romano Prodi      |

## Risultati elettorali
| Elezione             | Elezione             | Voti       | %    | Seggi |
| -------------------- | -------------------- | ---------- | ---- | ----- |
| Politiche 1996       | Camera proporzionale | 2.554.072  | 6,81 | 4     |
| Camera maggioritario | Ne L'Ulivo           | Ne L'Ulivo | 66   |       |